# Gerard Jones
Gerard Jones (* 10. Juli 1957 in Cut Bank, Montana) ist ein amerikanischer Schriftsteller (Sachbücher) und Comicautor.

## Leben und Arbeit
Jones wuchs in Los Gatos and Gilroy, einer kleinen Stadt in Kalifornien auf, später siedelte er nach San Francisco über, wo er bis heute lebt und der Schriftstellergruppe „San Francisco Writers' grotto“ angehört.
Zu den von Jones verfassten Sachbüchern zählen Men of Tomorrow: Geeks, Gangsters and the Birth of the Comic Book (2004), für das er mit dem Eisner Award ausgezeichnet wurde, Killing Monsters: Why Children Need Fantasy, Superheroes and Make-Believe Violence (2002) und Honey I'm Home: Sitcoms Selling the American Dream (1993). Darüber hinaus verfasste er lange Jahre Artikel für National Lampoon. Die Veröffentlichung seines nächsten Buches, True Story, ist für 2008 vorgesehen.
Zwischen 1989 und 2001 verfasste Jones zudem zahlreiche Comics für die Verlage Marvel Comics, DC Comics, Dark Horse Comics und Viz Comics. So steuerte er Geschichten für bekannte Serien wie Batman, Green Lantern, Guy Gardner, Justice League, El Diablo, Wonder Man, The Shadow und Pokémon bei.